# Kohistan
Con il nome di Kohistan («paese delle colline» o «altopiano» in persiano e urdu) vengono indicate alcune regioni montuose o collinari di Pakistan e Afghanistan.
Nella provincia del Khyber Pakhtunkhwa, viene detta Kohistan quella regione scarsamente popolata del Pakistan situata a ovest di Chilas nel Gilgit-Baltistan e della valle di Kagan. La parte orientale è nota come Kohistan dell'Indo (dal fiume omonimo), mentre quella occidentale, suddivisa tra Kohistan dello Swat (o Kalam) e Kohistan del Dir, si estende attraverso la parte settentrionale dello stato fino al confine con l'Afghanistan. L'area comprende catene montuose appartenenti ai prolungamenti esterni dell'Himalaya, ammantate di neve al di sopra dei 3700 m, colline ricoperte da foreste e prati a partire dai 1500-1800 m e la fertile vallata dell'Indo. Gli abitanti della regione sono di origine turco-iranica (pashtun). Le attività economiche prevalenti sono l'allevamento (soprattutto di pecore e capre) e la coltivazione di cereali e ortaggi.
Il Kohistan del Sindh, nella parte occidentale della provincia del Sindh, in Pakistan, è un desolato tratto collinare costituito dagli speroni periferici dei monti Kīrthar. La coltivazione vi è possibile solo lungo i numerosi torrenti di collina (nala) gonfi d'acqua dopo le piogge. La principale occupazione è l'allevamento del bestiame.
Il Kohistan afghano (o Kuhestan), quasi completamente coltivato, è situato a nord/nord-est di Kabul e si estende fino alle montagne dell'Hindu Kush.